# Снег убивает
«Снег убивает» — приключенческий триллер режиссёра Томаса Райта, вышедший 25 июля 1990 года, о городских бизнесменах, поехавших на отдых, и вместо этого ставших мишенью для беглых уголовников.

## Сюжет
Пятеро руководителей корпорации из Сан-Франциско отправляются в поход по гористой безлюдной местности, чтобы расслабиться и укрепить командный дух. Однако их путешествие идёт не по намеченному плану после того, как они натыкаются на контрабандистов кокаина, и из отдыхающих становятся преследуемыми убийцами и насильниками, сбежавшими из заключения.

## В ролях
- Теренс Нокс — Клейтон Торп
- Пэтти Д’Арбанвилль — Лорен Крэйн
- Джон Сайфэ
- Клейтон Роуне
- Дэвид Дюк — Мэрдок
- Джои Траволта — Майлз
- Рик Либерман — Джерри
- Брэнскомб Ричмонд — Лумис
- Ли Эренберг — Кольт
- Деннис Сэйлор — Джеллер
- Марго Уотсон — Бет
- Сэм Косби — Кэшье
- Дэйв Дженсен — Дуэйн